# Oslo-fjord-alagút

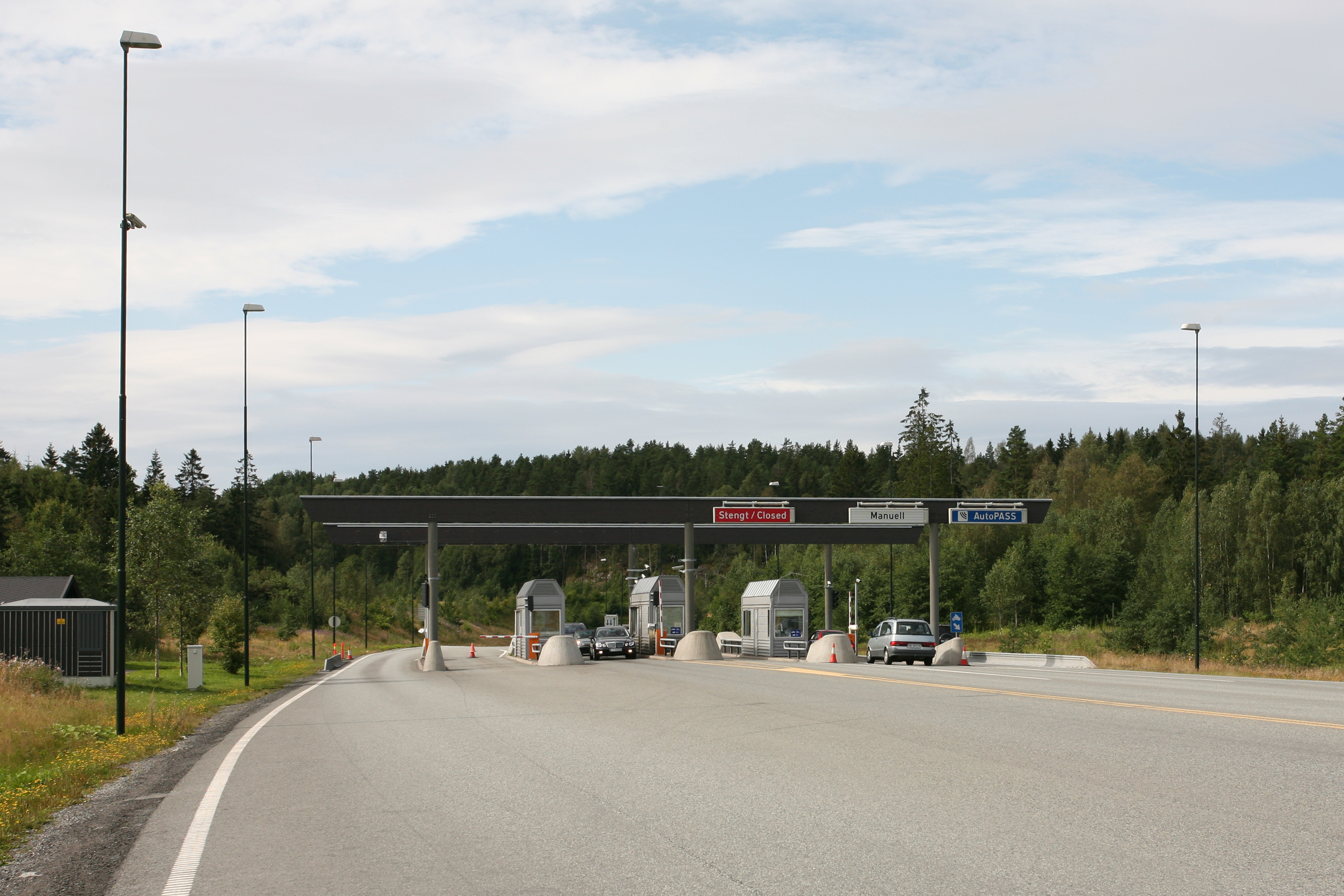
Az egyik fizetőkapu az Oslo-fjord-alagútnál

Az Oslo-fjord-alagút (norvég nyelven: Oslofjordtunnelen) Norvégiában, az Oslo-fjord alatt futó tengeralatti közúti alagút, mely összeköti a Buskerud megye területén lévő Hurumot, az Akershus megye területén lévő Frogn településsel. Az Oslo-fjord-alagút az egyik leghosszabb tengeralatti alagút Észak-Európában a maga 7,2 kilométeres hosszával. Az alagút a tenger alatti legmélyebb pontján 134 méterrel fut a tenger szintje alatt, miközben az útpálya legmeredekebb lejtési szöge mindössze 7%-os. A csatornaalagutat V. Harald norvég király nyitotta meg 2000. június 29-én. Az alagút vette át a korábban Drøbak és Storsand közt közlekedő kompjárat helyét. Az alagútnak mindkét irányban csak egyetlen forgalmi sávja van, ezért a megengedett legnagyobb menetsebesség 70 km/h, melynek betartását közúti sebességmérő kamerákkal figyelik. A csatornát részben az útdíjakból tartják fenn, melyet kihelyezett kapurendszer segítségével hajtanak be. A csatorna építésének ötlete elsőként akkor merült fel, mikor Kelet-Norvégiában megépült a Hurumlandet repülőtér. Habár Gardermoent jelölték ki a repülőtér építési helyéül, az alagút tervezési munkálatai folytatódtak és 1996. december 13-án a norvég törvényhozás hivatalosan is elindította a projekt megvalósulását. Az építkezés 1997. április 14-én vette kezdetét.

## Fordítás
Ez a szócikk részben vagy egészben  az   Oslofjord Tunnel című angol Wikipédia-szócikk ezen változatának fordításán alapul.  Az eredeti cikk szerkesztőit annak laptörténete sorolja fel. Ez a jelzés csupán a megfogalmazás eredetét és a szerzői jogokat jelzi, nem szolgál a cikkben szereplő információk forrásmegjelöléseként.